# Джордж Хеммонд
Генерал-лейтенант Джордж С. Хеммонд, ВПС США (у відставці) це вигаданий персонаж у франшизі Зоряна брама. Зіграний американським актором Дон С. Девісом, генерал Хеммонд виступає як командир командування Зоряних Брам (КЗБ) у перших семи сезонах телесеріалу Зоряна брама SG-1. Він звільнений від командування в фіналі 7 сезону «Втрачене місто», але стає головою нового підрозділу безпеки департаменту на початку 8 сезону. Закадрову пенсію Хеммонда буде підтверджено в SG-1 з 10 сезону, і символ смерті згадується в серії фіналу SG-1 і в спін-офі серіалу Зоряна брама: Атлантида, «Ворог біля воріт».
Дон С. Девіс залишив регулярну роль після сьомого сезону SG-1 через проблеми зі здоров'ям, але з'являвся в більш пізні сезони, а також в 1 сезоні серіалу Зоряна брама: Атлантида. Девіс помер від серцевого нападу в червні 2008 року, що робить його появу в фільмі Зоряна брама: континуум у 2008 році останньою. За роль Хеммонда, Дон С. Девіс був номінований на Лео нагороду в 2004 році в номінації «Драматичний серіал: Краща чоловіча роль» за сезон 7 епізод «герої, Частина 2».

## Роль в Зоряній Брамі

### Біографія
Джордж С. Хеммонд був генерал-майором військово-повітряних сил США (пізніше генерал-лейтенант) з Техасу, який керує командуванням Зоряних Брам (SGC) у перших семи сезонах серіалу Зоряна брама SG-1. Пілотна серія вводить Хеммонда як наступника генерал-майора Вест, командира проекту Зоряні брами в оригінальному фільмі Зоряна Брама. Хеммонд був  лейтенантом в комплексі Шайєнн Маунтін (сучасне місце командування Зоряних Брам) в 1969 році, Хеммонда родичі: його дружина, яка померла від раку за чотири роки до початку подій серіалу, і його онучки по імені Кайла і Тесса (чий номер телефону займає в Хеммонда першу кнопку швидкого набору в телефоні а президент США займає другу). Його батько теж згаданий в сезоні 2 епізоді 1969.
Генерал Хеммонд має контроль над кожноюмісією SG, але рідко безпосередньо бере участь у світі пригод  команд SG. Він показаний в інших світах у 2-мусезоні у «ув'язнених», 3 сезоні «у вогонь» і сезоні 7 «полеглі»; він також командував  космічним кораблем Землі  «Прометей» в 7 сезоні в серії «Втрачене місто» і у 8 сезоні в серії «звільнений Прометей». Командування  Хеммонда SGC переривається в 4 сезоні у серії «ланцюгова реакція», де Хеммонд йде в відставку і його тимчасово заміняє генерал-майор Бауер. Серіал так і не ясно встановлює статус Хеммонда, хоча продюсер Йосип Малоцці заявив у 7-му сезоні, що «якщо Хеммонд йде на пенсію, то є велика ймовірність, що полковник Джек О'Нілл може узяти на себе командування  бази зоряних брам».
У фіналі 7 сезону в серії «Втрачене місто», новоспечений президент Генрі Гейс змушений замінити генерала Хеммонда доктором Елізабет Вейр на три місяці під час розгляду процесу SGC. Хеммонд був переведений в чин генерал-лейтенанта і зарахований в команду нового  відділу з захисту бази Альфа згодом; бригадний генерал Джек О'Нілл бере на себе командування проектом  Зоряних Брам в 8-му сезоні, серії «новий порядок». Хеммонд з'являється в 1 сезоні в епізоді «додому» з серіалу Зоряна Брама: Атлантида, і з'являється в сезонах з 8 по 10 в Зоряні брамі SG-1. Після того, як Хеммонд з'являється в 9 сезоні в серії «четвертий вершник» у цивільному костюмі, а не в військовій формі, підполковник Саманта Картер підтверджує, що Хеммонд пішов на пенсію в 10 сезоні в серії «шлях не закінчено». Востаннє появившись в альтернативній часовій лінії фільму Зоряні брама: континуум, генерал Хеммонд виступає в ролі військового радника президента Гейса. Картер повідомляє підполковникаДжона Шеппарда в серіалі Зоряна Брама: Атлантида в фіналі 5 сезону в серії «Ворог біля воріт», що Хеммонд нещодавно помер від серцевого нападу і, що корабель класу Дедал-Фенікс був перейменований в Джордж Хеммонд на його честь.

### Характеристика і стосунки
За даними Approaching The Possible 2 сезон епізод «1969» показав, що Хеммонд піднявся по кар'єрних сходах «будучи проникливим, розумним, передбачливим» незважаючи на те, що «він пронизаний прагматизмом нижчого рівня». Дон С. Девіс описав генерала Хеммонда як спочатку «упертий і прямий», і пізніше, як, здавалося б, «суворий і строгий». Визнаючи необхідність виконувати роль генерала Девіс все-таки спробував «зробити його більш приємним.» Добробут чоловіків і жінок під командуванням Хеммонда має першочергове значення в очах генерала. Крім того, знаючи, що люди можуть не повернутися з його санкціонованих місій, генерал Хеммонд, повинен вирішувати, коли відмовитися від рятувальників, щоб не покласти більше життів в небезпеці, навіть якщо він «завжди робить це неохоче і з жалем», і коли все ж відправити рятувальний загін. Як показано в серії «ланцюгова реакція», Хеммонд волів би залишити військові обов'язки, ніж ризикувати кар'єрою і життям свого працівника і його сім'ї, «що суперечить його техаському походженню».
Девіс високо оцінив близькість Хеммонда до команди SG-1 і його готовність до компромісів. На початку серіалу, Хеммонд не приймає інопланетного воїна Тіл'ка але довіряє і поважає його після усвідомлення того, що Тіл'к відданий програмі Зоряних Брам. Незважаючи на своє захоплення ентузіазмом доктора Деніела Джексона на початку, Хеммонду важко зрозуміти Деніела невійськовий підхід до проблем, поки Хеммонд приходить до розуміння важливості громадянської точки зору місії SG-1. Коли інопланетянин Джонас Куїнн вступить в SG-1 в 6сезоні, Девіс порівняв реакцію Хеммонда на Джонаса з його реакцією на Тіл'ка в 1 сезоні. Хоча Хеммонд не звинувачує Джонаса в смерті Даніеля в серії  «Меридіан», «ситуація робить важким для  Хеммонда повністю взяти хлопця під свою опіку і обійняти його, як сім'ю, як і інші SG-1». Девіс назвав командування Зоряних Брам єдиним джерелом розчарування Хеммонда, так як вони регулярно обманюють Хеммонда і SG-1. Єдиний варіант Хеммонда полягає в тому, щоб зателефонувати президенту за підтримкою, але в більшості випадків SG-1 або Хеммонд порушують правила, щоб гарантувати виживання людства. Так що «Хеммонд буде робити все, що йому необхідно, щоб досягти мети».

## Похвали
Джо Сторм подякував Дону С. Девісу в своїй книжці наближення можливого за « гру персонажа, дії і мотиви, упевненість і вдумливість, які тільки професіонал з багаторічним досвідом може показати». У пілотній серії серіалу Зоряна брама SG-1 , Хеммонд і виявився «грамотним» і «правдоподібним» командиром. Нагороду за роль Хеммонда в 2 сезоні в епізоді «1969», Сторм також приписує актору Аарону Перлу, який показав чудову акторську гру молодшого Джорджа Хеммонда, . За його роль Хеммонда, Дон С. Девіс був номінований на Лео нагороду в 2004 році в номінації «Драматичний серіал: Краща чоловіча роль зіграна чоловіком» за епізод «герої, Частина 2» в 7 сезоні.

## Нагороди
Нижче наведено медалі і нагороди служби які носив генерал Хеммонд.
| Особисті нагороди |                                                                               |
| Bronze oak leaf cluster · Width-44 crimson ribbon with a pair of width-2 white stripes on the edges | Легіон заслуги (з одним бронзовим пучком дубового листя)                      |
| | Хрест За Льотні Заслуги                                                       |
| | Медаль Похвальної Служби та Оборони                                           |
| Bronze oak leaf cluster · Bronze oak leaf cluster · Bronze oak leaf cluster · Width-44 crimson ribbon with two width-8 white stripes at distance 4 from the edges. | Медаль за бездоганну службу (з трьома пучками бронзового дубового листя)      |
| Silver oak leaf cluster · Bronze oak leaf cluster · Bronze oak leaf cluster · Bronze oak leaf cluster | Повітряна медаль (з одного срібного та трьох бронзових пучків дубового листя) |
| | Похвальна медаль за службу                                                    |
| Bronze oak leaf cluster · Bronze oak leaf cluster · Bronze oak leaf cluster · Bronze oak leaf cluster | ВВС медаль (з трьома бронзовими пучками дубового листя)                       |
| Блок нагороди |                                                                               |
| Bronze oak leaf cluster · Bronze oak leaf cluster · Bronze oak leaf cluster | Повітряні сили видатні премії одиниці                                         |
| | ВВС Організаційна нагорода                                                    |
| Нагороди за Службу |                                                                               |
| | Медаль Бойової Готовності                                                     |
| пам'ятні медалі |                                                                               |
| Bronze star · Width=44 scarlet ribbon with a central width-4 golden yellow stripe, flanked by pairs of width-1 scarlet, white, Old Glory blue, and white stripes | Медаль Національної оборони та служби (з бронзовими зірками)                  |
| Bronze star | В'єтнамська медаль За службу (з бронзовими зірками)                           |
| Bronze star · Width-44 ribbon with the following stripes, arranged symmetrically from the edges to the center: width-2 black, width-4 chamois, width-2 Old Glory blue, width-2 white, width-2 Old Glory red, width-6 chamouis, width-3 myrtle green up to a central width-2 black stripe | Медаль За службу в Південно-Західній Азії (з бронзовими зірками)              |
| Обслуговування, навчання, і влучність нагороди |                                                                               |
| | Відзнака за службу закордоном                                                 |
| Bronze oak leaf cluster · Bronze oak leaf cluster | ВВС за кордоном довгострокова служба (з двома бронзовими пучками листя дуба)  |
| Silver oak leaf cluster | ВВС довголітня премія (з Срібним пучком дубового листя)                       |
| | Експерт По Стрілецькій Зброї та за Влучність                                  |
| | за Навчання ВПС медаль                                                        |
| Іноземні нагороди |                                                                               |
| | медаль за В'єтнамську кампанію                                                |
| | Медаль В'єтнамської Кампанії                                                  |
| | Медаль за Звільнення Кувейту (Саудівська Аравія)                              |

| Інше спорядження |                                    |
|                  | Пілот Команди ВПС (Значок)         |
|                  | Майстер Космічних Операцій (Бейдж) |